# 比尤利宮別墅

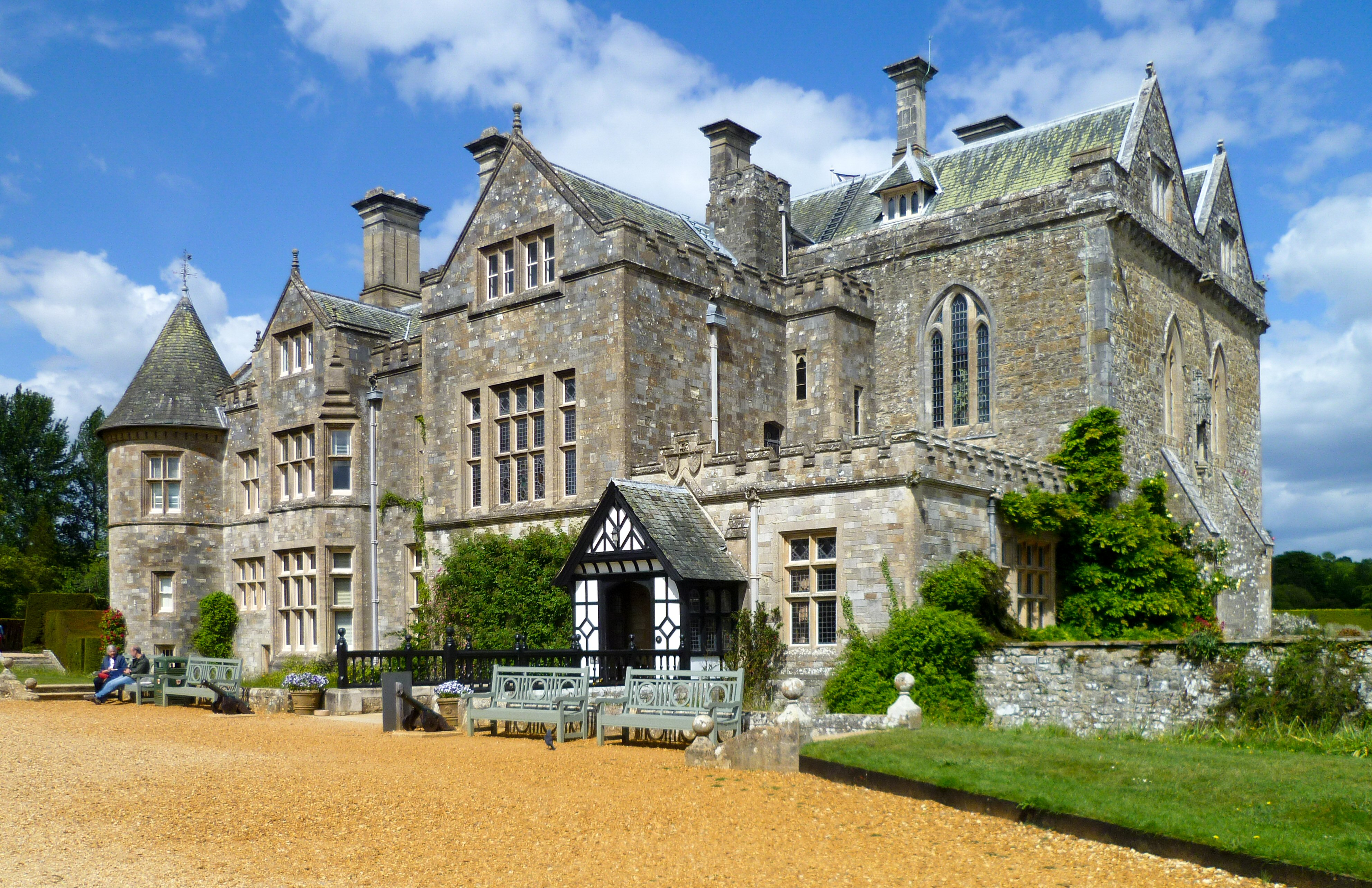
比尤利宮別墅

比尤利宮別墅（Beaulieu Palace House）是一座修建於13世紀的英格蘭鄉村別墅，位於英國漢普郡村莊比尤利。這座莊園曾是比尤利修道院的一部分。

## 外部連結
- Official website （页面存档备份，存于）（英文）